# Lara Fabian
«Lara Fabian» — дебютний студійний альбом канадо-бельгійської поп-співачки Лари Фабіан. У Канаді альбом вийшов у 1991; у 1999 в Бельгії, Франції та Швейцарії вийшло перевидання платівки.

## Список композицій
| Стандартне видання | Стандартне видання               | Стандартне видання                | Стандартне видання  | Стандартне видання |
| #                  | Назва                            | Автор слів                        | Автор музики        | Тривалість         |
| ------------------ | -------------------------------- | --------------------------------- | ------------------- | ------------------ |
| 1.                 | «Qui pense à l'amour»            | Лара Фабіан Rick Allison          | Allison             | 4:29               |
| 2.                 | «Les murs»                       | Franck Olivier                    | Olivier             | 4:23               |
| 3.                 | «Pourquoi pas l'exotisme?»       | Stan Meissner Seth Swirsky Фабіан | Meissner Swirsky    | 4:22               |
| 4.                 | «Je m'arrêterais pas de t'aimer» | Фабіан                            | Фабіан              | 2:43               |
| 5.                 | «Le jour où tu partiras»         | Olivier                           | Olivier             | 3:34               |
| 6.                 | «Simplement»                     | Olivier                           | Olivier             | 3:21               |
| 7.                 | «Réveille-toi brother»           | Fabian                            | Allison Langis Marc | 4:19               |
| 8.                 | «Dire»                           | Фабіан                            | Allison             | 4:06               |
| 9.                 | «Il suffit d'un éclair»          | Фабіан                            | Meissner            | 4:13               |
| 10.                | «Croire»                         | Alain Garcia                      | Jacques Cardona     | 2:44               |
| 38:23              |                                  |                                   |                     |                    |

## Учасники запису
Джерело.
- Лара Фабіан — провідний вокал
- B.J. Scott, Nathalie Slachmuylder, Dany Coen, Allan Dee — задні вокали
- Rick Allison — гітари, клавішні, програмування барабанів та клавішних
- Phillippe De Cock — клавішні, акустичне піаніно, налаштування струнних
- Michel Hatzigeorgiou — бас-гітара
- J.P. Onraedt — барабани, ударні
- Stephen Owen — програмування барабанів, ударні
- Pietro Lacirignola, Manuel Hermia — саксофон